# 皮特奧
皮特奧（Piteå）是瑞典的一座城市。2010年，有人口22,913人。

## 外部連結
- Official website of Piteå （页面存档备份，存于）
- （瑞典文） Piteå （页面存档备份，存于） in the 1915 Nordisk familjebok, with images on following page